# Asserbo
Asserbo er en bebyggelse i Melby Sogn i Halsnæs Kommune i Nordsjælland, der i dag er vokset sammen med Liseleje til ét byområde. Asserbo ligger 4 km nord for selve Frederiksværk by ad vejene Vinderød Skov og Møllevangsvej, og Asserbo grænser op til sommerhusområder ved Liseleje, Melby, Melby Enghave, Vinderød Enghave og Karsemose. Ved Asserbo ligger Asserbo Slotsruin.
I bebyggelsen findes bl.a. det tidligere militære øvelsesterræn Melbylejren. Denne indgår i Tilsvilde Hegn, som strækker sig 9 kilometer nordøst langs kysten til Tisvildeleje.
De sidste to årtier i det 20. århundrede forsvandt en del forretninger fra lokalområdet (i 1980 havde Asserbo 3 købmænd, bank, slagter, 2-3 restauranter, ejendomsmægler, antikvitetshandler, planteskole og benzintank) – bl.a. på grund af tiltrækningen fra Nordcenteret og butikkerne i Nørregade i Frederiksværk. I Asserbo lå det tidligere hotel Asserbohus, der blev opført af Skånstrøm i trediverne. Det blev omdannet til en kostskole i halvtredserne og senere købt af Tvindskolerne, som bl.a. lavede efterskole og bosted for unge med sociale problemer, men i 2015 blev det nedrevet og erstattet af sommerhuse.
|  | Denne artikel om lokaliteten Asserbo kan blive bedre, hvis der indsættes et (bedre) billede. Du kan hjælpe ved at afsøge Wikimedia Commons for et passende billede eller lægge et op på Wikimedia Commons med en af de tilladte licenser og indsætte det i artiklen. |

56°0′24″N 11°59′14″Ø / 56.00667°N 11.98722°Ø